# Main de Saint-Flour

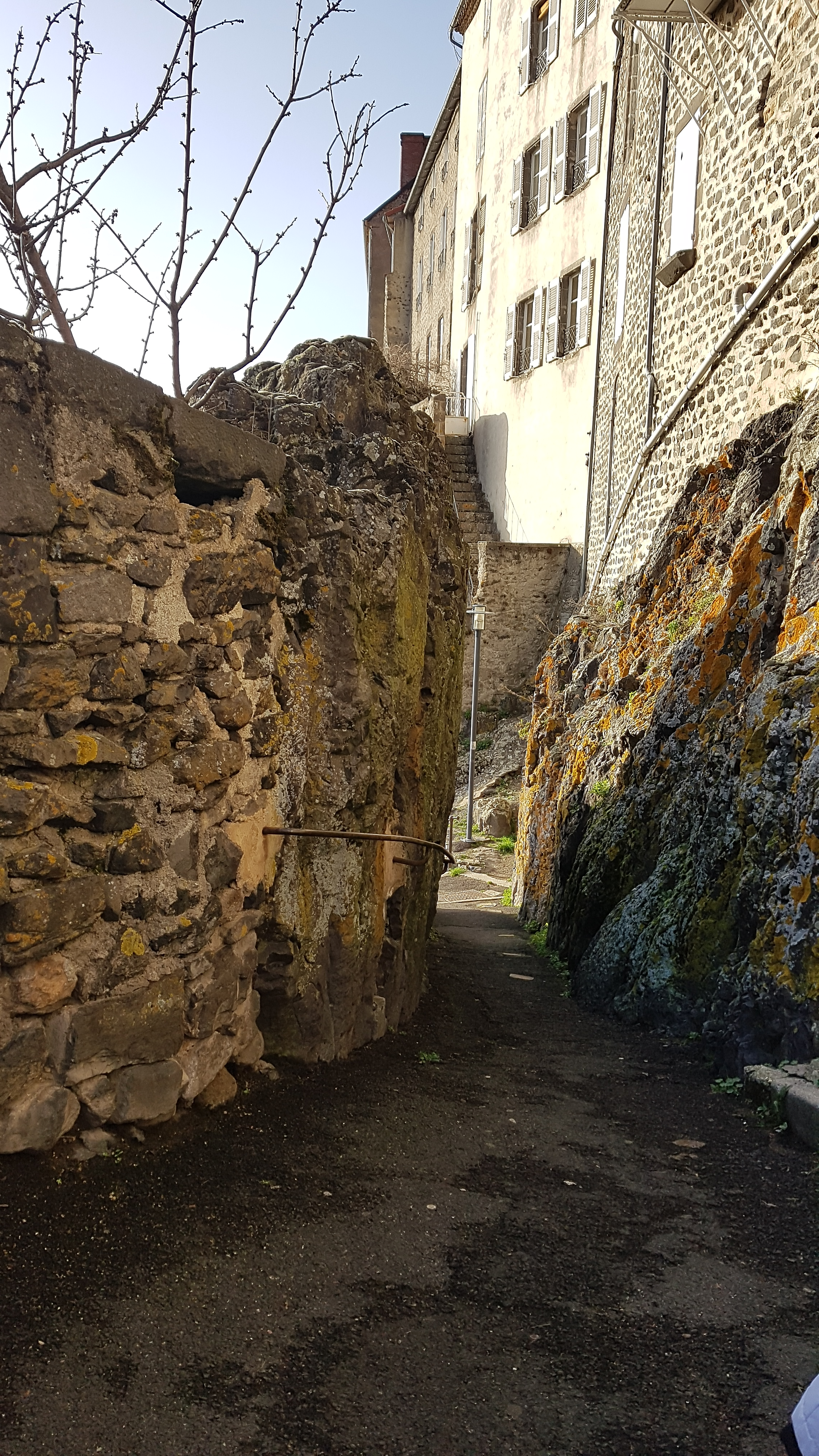
Passage de la main de Saint-Flour

La main de Saint-Flour est une légende et un lieu faisant partie du patrimoine culturel de la ville de Saint-Flour (Cantal). Le passage de la main de Saint-Flour  se situe entre la rue de la Frauze et la montée de Saint Roch.

## Florus (évêque)
Florus est le premier évêque de Lodève, au IVe siècle, venant de la province ecclésiastique d'Arles, mort le 1er novembre 389 et enterré en Auvergne. Florus cherche un lieu pour prêcher. Il commence à le faire au pied du mont Indiciac. Son souhait est d'évangéliser la Haute-Auvergne.

## Légende de Florus
L'évêque Florus, poursuivi par des bandits, gravit le mont Indiciac lorsqu'il voit qu'une muraille basaltique se dresse devant lui sur le versant sud. Il voit un énorme rocher qui obstrue le chemin et qui semble insurmontable. Florus se met alors à implorer le ciel de l'aider et lorsqu'il se relève et prend point d'appui sur le rocher, celui-ci se scinde en deux et l'évêque peut ainsi continuer son ascension sur le mont. Nombreux sont ceux aujourd'hui qui recherchent l'empreinte de la main de Florus, sur l'ancienne coulée de lave. C'est pourtant bien une légende.